# Synonchiella hopperi
Synonchiella hopperi is een rondwormensoort uit de familie van de Selachinematidae. De wetenschappelijke naam van de soort is voor het eerst geldig gepubliceerd in 1972 door Ott.